# Conacu, Constanța
Conacu este un sat în comuna Cobadin din județul Constanța, Dobrogea, România. Se află în partea sudică a județului, în Podișul Cobadin. Iazuri de pescuit. În trecut s-a numit Beșoğul/Beșaul. La recensământul din 2002 avea o populație de 462 locuitori.